# Sutoku
Sutoku (崇徳天皇, Sutoku-tennō; 7 luglio 1119 – 14 settembre 1164) è stato il 75º imperatore del Giappone secondo il tradizionale ordine di successione.

## Biografia
Il suo regno ebbe inizio nel 1123 e terminò nel 1142. Il suo nome personale era Akihito (顕仁?, Akihito).
Figlio dell'imperatore Toba, si ritirò nel 1142. In seguito, nel 1155, cercò di far salire al potere suo figlio, ma fallì.